# Les Sévices de Dracula
Série
La Soif du vampire
(1971)
Pour plus de détails, voir Fiche technique et Distribution.
Les Sévices de Dracula (Twins of Evil) est un film fantastique britannique réalisé par John Hough sorti en 1971. C'est le troisième et dernier film sur la Comtesse Mircalla Karnstein réalisé par le studio Hammer Films. Il est précédé de La Soif du vampire et de Les Passions des vampires. Dracula n'y fait aucune apparition.

## Synopsis
Au XIXe siècle, en Styrie, les sœurs jumelles Maria et Frieda Gelhorn quittent Venise pour s'installer à Karnstein, en Europe centrale, chez leur oncle Gustav Weil, car elles sont devenues orphelines depuis peu. Weil est un puritain sévère et le chef d'une « confrérie » fanatique de chasseurs de sorcières. Les deux jumelles n'apprécient pas la sévérité de leur oncle et l'une d'entre elles, Frieda, cherche un moyen de s'échapper. Alors qu'elle rejette son oncle, Frieda est fascinée par le comte Karnstein, qui a la réputation d'être « un méchant homme ».
Le comte Karnstein, qui jouit de la faveur de l'empereur et reste donc à l'abri de la confrérie, est en effet méchant et s'intéresse au satanisme et à la magie noire. Tentant d'imiter ses ancêtres maléfiques, il assassine une jeune fille en guise de sacrifice humain, ce qui fait sortir de sa tombe la comtesse Mircalla Karnstein, une vampiresse. Mircalla transforme le comte en vampire.
Frieda, à l'invitation du comte, s'enfuit la nuit au château, tandis que Maria couvre son absence. Au château, le comte transforme Frieda en vampire et lui offre une belle jeune victime enchaînée. De retour chez elle, Frieda menace Maria pour qu'elle continue à couvrir ses excursions nocturnes, mais elle craint aussi secrètement de mordre Maria, qui ne survivrait pas en raison de sa nature innocente.
Pendant ce temps, Maria s'intéresse au jeune et séduisant professeur Anton, qui s'est d'abord entiché de la mystérieuse Frieda. Anton a étudié ce qu'il appelle la « superstition », mais il devient convaincu de l'existence des vampires lorsque sa sœur est victime de l'un d'entre eux. Une nuit, alors que Frieda attaque un membre de la Confrérie, elle est capturée par son oncle et mise en prison. Pendant que la confrérie débat du sort de la femme vampire, le comte et ses serviteurs enlèvent Maria et l'échangent contre Frieda dans la cellule de la prison. Anton va voir Maria, sans savoir qu'elle est en fait Frieda. Elle tente de le séduire, mais il voit son absence de reflet dans un miroir et la repousse avec une croix. Anton s'en va et se précipite pour sauver Maria d'un incendie. Maria embrasse une croix, révélant ainsi son innocence.
Weil écoute maintenant les conseils d'Anton sur la chasse aux vampires, et les deux hommes conduisent la Confrérie et les villageois au château de Karnstein pour détruire le comte. Le comte et Frieda tentent de s'enfuir, mais ils sont surpris par Weil qui capture Frieda et la décapite. Le comte capture Maria, mais Weil apparaît avec une hache. Weil défie le comte et est tué. Anton saisit sa chance et transperce le cœur du comte avec une lance. Maria et Anton se retrouvent tandis que le corps de Karnstein se décompose.

## Fiche technique
- Titre : Les Sévices de Dracula
- Titre original : Twins of Evil
- Réalisation : John Hough
- Scénario : Tudor Gates
- Musique : Harry Robinson
- Production : Michael Style, Harry Fine
- Société de production : Hammer Films, Rank Organisation, Universal Pictures
- Pays d'origine : Royaume-Uni
- Format : couleur
- Langue : anglais
- Genre : Drame, horreur
- Durée : 1h27 minutes
- Dates de sortie en salles:
  - Allemagne de l'Ouest : 14 avril 1972
  - Royaume-Uni : 3 octobre 1971
  - France : 10 mai 1972
- Affiche : Macario Gómez Quibus (Espagne)

## Distribution
- Peter Cushing (VF : Louis Arbessier) : Gustav Weil
- Kathleen Byron : Katy Weil
- Mary Collinson (VF : Claude Chantal) : Maria Gellhorn
- Madeleine Collinson (VF : Jeanine Freson) : Frieda Gellhorn
- David Warbeck : Anton Hoffer
- Damien Thomas (VF : Gabriel Cattand) : Comte Karnstein
- Katya Wyeth : Comtesse Mircalla
- Roy Stewart : Joachim
- Isobel Black (VF : Marcelle Lajeunesse) : Ingrid Hoffer
- Harvey Hall (VF : Albert Médina) : Franz
- Alex Scott (VF : Maurice Dorléac) : Hermann
- Dennis Price (VF : Jean-Henri Chambois) : Dietrich
- Inigo Jackson : Woodman
- Judy Matheson : La fille de Woodman
- Luan Peters : Gerta
- Maggie Wright : Alexa
- Peter Thompson : Gaoler